# Бред Догерті (баскетболіст)
Бредлі Лі Догерті (англ. Bradley Lee Daugherty; нар. 19 жовтня 1965, Блек-Маунтейн, Північна Кароліна, США) — американський професіональний баскетболіст, що грав на позиції центрового за команду НБА «Клівленд Кавальєрс», яка навіки закріпила за ним ігровий №43. По завершенні кар'єри гравця — експерт на телебаченні та власник команди JTG Daugherty Racing з перегонів NASCAR Sprint Cup Series.

## Ігрова кар'єра
Починав грати в баскетбол у команді старшої школи Чарльза Оуена (Блек-Маунтейн, Північна Кароліна). На університетському рівні грав за команду Північна Кароліна під керівництвом Діна Сміта (1982–1986).
1986 року був обраний у першому раунді драфту НБА під загальним 1-м номером командою «Клівленд Кавальєрс». За підсумками свого дебютного сезону в лізі був включений до першої збірної новачків.
За вісім сезонів у Клівленді став найрезультативнішим гравцем в історії франшизи з 10,389 очками. Також був лідером за підбираннями — 5,227. Ці рекорди були побиті 2008 року, коли Леброн Джеймс встановив нову планку результативності, а Жидрунас Ілгаускас — підбирань. 1992 року виводив команду до фіналу Східної конференції, п'ять разів брав участь у матчах всіх зірок.
Завершив кар'єру у віці 28 років через постійні проблеми зі спиною. 1 березня 1997 року на спеціальній церемонії, його ігровий номер був назавжди за ним закріплений клубом.

## Статистика виступів в НБА

### Регулярний сезон
| Сезон             | Команда              | GP  | GS  | MPG  | FG%  | 3P%  | FT%  | RPG  | APG | SPG | BPG | PPG  |
| ----------------- | -------------------- | --- | --- | ---- | ---- | ---- | ---- | ---- | --- | --- | --- | ---- |
| 1986–1987         | «Клівленд Кавальєрс» | 80  | 80  | 33.7 | .538 | .000 | .696 | 8.1  | 3.8 | 0.6 | 0.8 | 15.7 |
| 1987–1988         | «Клівленд Кавальєрс» | 79  | 78  | 37.4 | .510 | .000 | .716 | 8.4  | 4.2 | 0.6 | 0.7 | 18.7 |
| 1988–1989         | «Клівленд Кавальєрс» | 78  | 78  | 36.2 | .538 | .333 | .737 | 9.2  | 3.7 | 0.8 | 0.5 | 18.9 |
| 1989–1990         | «Клівленд Кавальєрс» | 41  | 40  | 35.1 | .479 | .000 | .704 | 9.1  | 3.2 | 0.7 | 0.5 | 16.8 |
| 1990–1991         | «Клівленд Кавальєрс» | 76  | 76  | 38.8 | .524 | .000 | .751 | 10.9 | 3.3 | 1.0 | 0.6 | 21.6 |
| 1991–1992         | «Клівленд Кавальєрс» | 73  | 73  | 36.2 | .570 | .000 | .777 | 10.4 | 3.6 | 0.9 | 1.1 | 21.5 |
| 1992–1993         | «Клівленд Кавальєрс» | 71  | 71  | 37.9 | .571 | .500 | .795 | 10.2 | 4.4 | 0.7 | 0.8 | 20.2 |
| 1993–1994         | «Клівленд Кавальєрс» | 50  | 50  | 36.8 | .488 | .000 | .785 | 10.2 | 3.0 | 0.8 | 0.7 | 17.0 |
| Усього за кар'єру | Усього за кар'єру    | 548 | 546 | 36.5 | .532 | .143 | .747 | 9.5  | 3.7 | 0.8 | 0.7 | 19.0 |

### Плей-оф
| Сезон             | Команда              | GP | GS | MPG  | FG%  | 3P%  | FT%  | RPG  | APG | SPG | BPG | PPG  |
| ----------------- | -------------------- | -- | -- | ---- | ---- | ---- | ---- | ---- | --- | --- | --- | ---- |
| 1988              | «Клівленд Кавальєрс» | 5  | 5  | 40.8 | .460 | .000 | .677 | 9.2  | 3.2 | 0.4 | 1.4 | 15.8 |
| 1989              | «Клівленд Кавальєрс» | 5  | 5  | 33.4 | .362 | .000 | .600 | 9.2  | 2.4 | 1.2 | 1.0 | 11.0 |
| 1990              | «Клівленд Кавальєрс» | 5  | 5  | 37.2 | .586 | .000 | .696 | 9.6  | 4.0 | 0.4 | 0.8 | 22.8 |
| 1992              | «Клівленд Кавальєрс» | 17 | 17 | 40.4 | .528 | .000 | .814 | 10.2 | 3.4 | 0.6 | 1.0 | 21.5 |
| 1993              | «Клівленд Кавальєрс» | 9  | 9  | 39.6 | .557 | .000 | .800 | 11.7 | 3.4 | 0.7 | 0.8 | 18.7 |
| Усього за кар'єру | Усього за кар'єру    | 41 | 41 | 39.0 | .519 | .000 | .756 | 10.2 | 3.3 | 0.7 | 1.0 | 19.1 |

## Після завершення кар'єри
Догерті активно зайнявся підприємницькою діяльністю, інвестувавши у торгівлю автомобілями, системи управління відходами, а також автоперегонами. Одразу після закінчення ігрової кар'єри він став співвласником команди з NASCAR.
З 2007 року працює експертом з перегонів NASCAR, а з 2014 — експертом із студентського баскетболу та НБА на телеканалі ESPN.